# Епархия Акве-Альбы Бизаценской
Епархия Акве-Альбы Бизаценской (лат. Dioecesis Aquaealbensis in Byzacena) — упразднённая епархия, в настоящее время титулярная епархия Римско-Католической церкви.

## История
Античный город Акве-Альба, который сегодня идентифицируется с археологическими раскопками "Ain Beida", находящимися сегодня в Алжире в провинции Ум-эль-Буахи, в первые века христианства был центром одноимённой епархии. Епархия Акые-Альбы Бизаценской прекратила своё существование в V веке.
C 1933 года епархия Акве-Альбы Бизаценской является титулярной епархией Римско-Католической церкви.

## Епископы
- упоминается в 411 году — епископ Януарий ;
- упоминается в 484 году — епископ Реститут .

## Титулярные епископы
- епископ Aimable Chassaigne (23.01.1962 — 6.04.1962);
- епископ Paul Chevrier (21.08.1962 — 4.10.1968);
- епископ Ramón Ovidio Pérez Morales (2.12.1970 — 20.05.1980) — назначен епископом Коро;
- епископ Энтони Джозеф Бевилакква (4.10.1980 — 7.10.1983) — назначен епископом Питтсбурга;
- епископ Пётр Крупа (18.02.1984 — по настоящее время).

## Источник
- Annuario Pontificio, Libreria Editrice Vaticana, Città del Vaticano, 2003, стр. 748, ISBN 88-209-7422-3
- Pius Bonifacius Gams, Series episcoporum Ecclesiae Catholicae, Leipzig 1931, стр. 464  (лат.)
- Stefano Antonio Morcelli, Africa christiana, Volume I, Brescia 1816, стр. 78 (лат.)